# Château de Dundas
Le château de Dundas est un château du XVe siècle, avec des ajouts substantiels du XIXe siècle par William Burn, dans la paroisse de Dalmeny de West Lothian, en Écosse. Demeure de la famille Dundas depuis le Moyen Âge, elle est vendue à la fin du XIXe siècle et est actuellement la résidence de l'homme politique et homme d'affaires Jack Stewart-Clark. La maison-tour et le manoir Tudor-Gothique adjacent sont répertoriés séparément en tant que bâtiments de catégorie A et les terrains sont inclus dans l'inventaire des jardins et des paysages conçus en Écosse.

## Histoire
Le nom Dundas vient du gaélique dùn deas, qui signifie « colline du sud » ou « jolie colline ». Au XIe siècle, les terres de Dundas, ainsi que d'autres terres de Lothian, sont concédées par le roi Malcolm Canmore à Gospatrick, le comte de Northumbrie, qui est venu au nord pour échapper à Guillaume le Conquérant. Les terres de Dundas passent à son arrière-petit-fils Waldeve, qui les accordent à son parent Helias dans une charte datant d'environ 1180. Helias prend son nom de famille de ses terres, devenant le premier de la famille Dundas. Les Dundas et leurs cadets deviennent plus tard propriétaires d'une grande partie du Mid et du West Lothian.
En 1416, James Dundas obtient une licence du duc d'Albany (alors dirigeant effectif de l'Écosse) pour construire un donjon. Ce donjon est agrandi en 1436 pour en faire un plan en L. Le donjon sert à la fois de maison en temps de paix et de forteresse en temps de guerre. Le régent Arran donne une gratification aux ouvriers construisant la "Place de Dundas" en juillet 1544. Le 13 août 1553, dans la grande salle, James Dundas offre à ses filles en bas âge Elizabeth et Jane des cadeaux d'argenterie.
Oliver Cromwell est connu pour avoir séjourné au château de Dundas à l'époque de la bataille de Dunbar en 1650. Une statue de lui subsiste à l'extérieur du donjon.
En 1818, James Dundas fait démolir la partie du XVIIe siècle du bâtiment et la reconstruit dans un style Tudor-gothique par le célèbre architecte William Burn. Burn conçoit également de nombreuses églises et cette influence est visible dans tout le bâtiment. Les conceptions de Burn pour les salles d'apparat principales permettent d'immenses fenêtres qui donnent sur les pelouses et les parcs à l'extérieur.
Le bâtiment et les vastes jardins ont coûté si cher à construire que les Dundas sont forcés de vendre le château et les terres en 1875 à William Russell. En 1899, il est acheté avec cinq fermes et 1 500 acres (600 hectares) de terres agricoles par Stewart Clark, propriétaire d'une entreprise textile du Renfrewshire et philanthrope respecté. Le fils de Clark, John, prend le nom de famille de "Stewart-Clark" en l'honneur de son père, et il est nommé baronnet en 1918.
Pendant la Seconde Guerre mondiale, le château de Dundas sert de quartier général pour la protection du pont du Forth. Depuis 1995, le propriétaire du château est Sir Jack Stewart-Clark, l'arrière-petit-fils de Stewart Clark. Il est Député européen entre 1979 et 1999.

## Actuellement
Au moment où Sir Jack hérite de la propriété de sa mère en 1995, elle s'est considérablement détériorée. Il envisage d'abord de la vendre, mais choisit finalement de se lancer dans un programme de restauration. Le Donjon, inhabité depuis plus de 300 ans, voit son parapet reconstruit et sa maçonnerie restaurée, et il est équipé d'électricité, de chauffage, de toilettes et d'une cuisine. La pourriture sèche du château lui-même est enlevée et le salon, la bibliothèque et la salle à manger sont redécorés. Le château est maintenant un hôtel 5 étoiles, souvent utilisé pour les mariages.
Dans l'enceinte du château se trouve une maison de vacances appelée Boathouse, située sur la rive du Dundas Loch. Il s'agit d'un établissement indépendant 4 étoiles.
Le château de Dundas est membre de Unique Venues of Edinburgh et de Luxury Edinburgh.
Le château de Dundas est utilisé comme toile de fond dans les films The Little Vampire (2000), Summer Solstice (2005) et Book of Blood (2009).

## Galerie

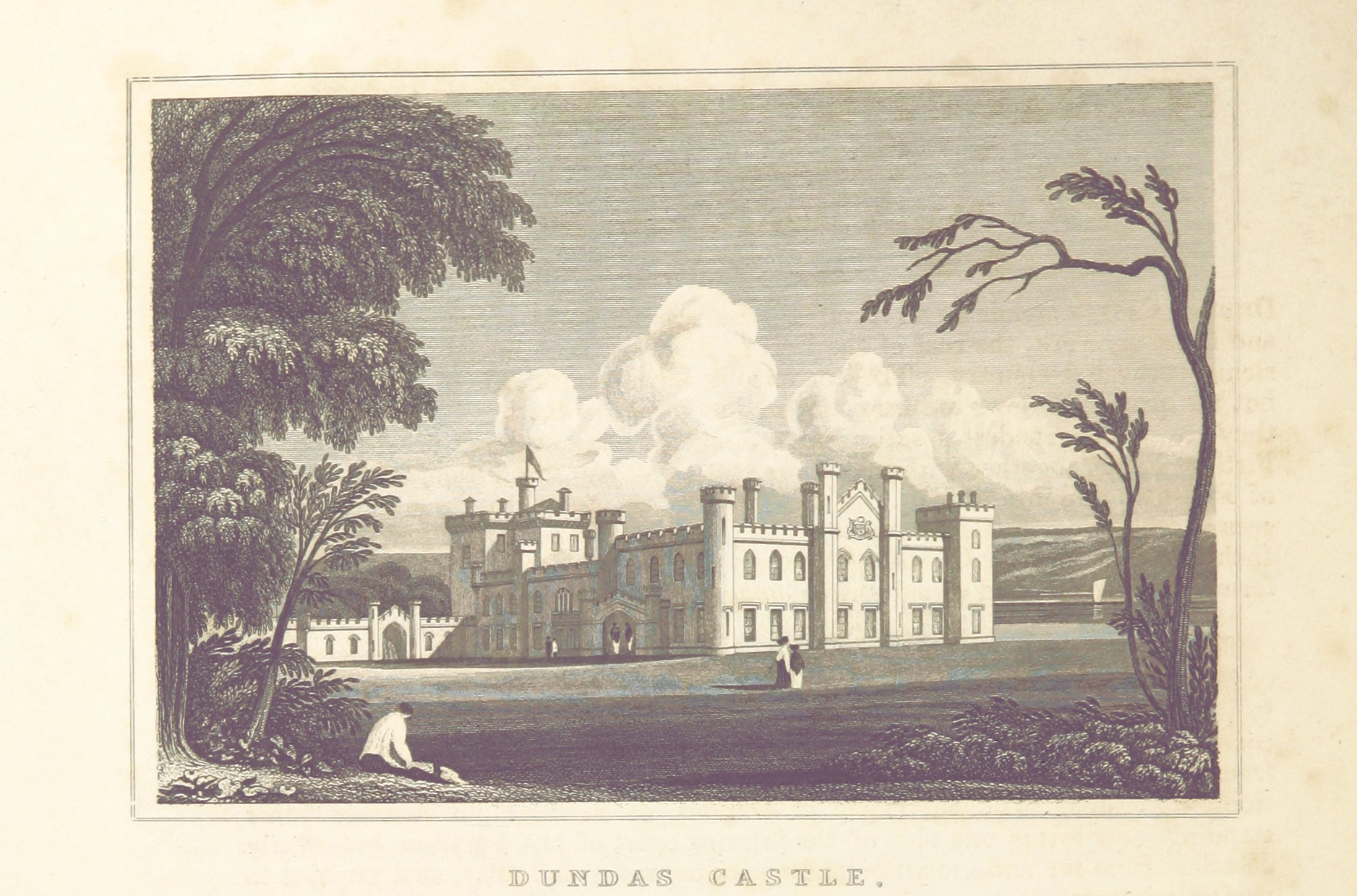
1829 dessin de Thomas H. Shepherd
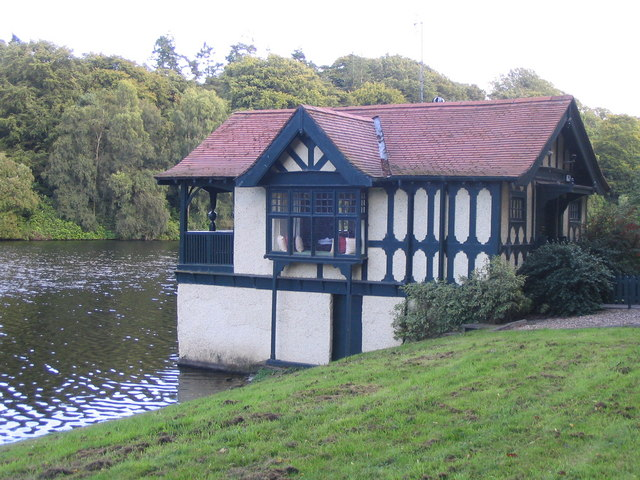
Le hangar à bateaux
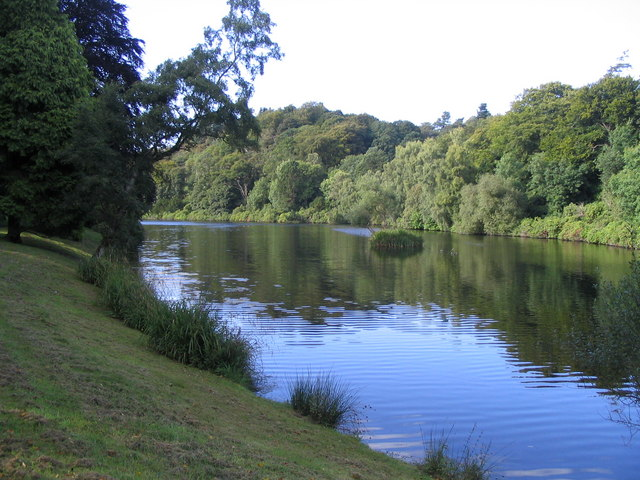
Une autre vue du lac
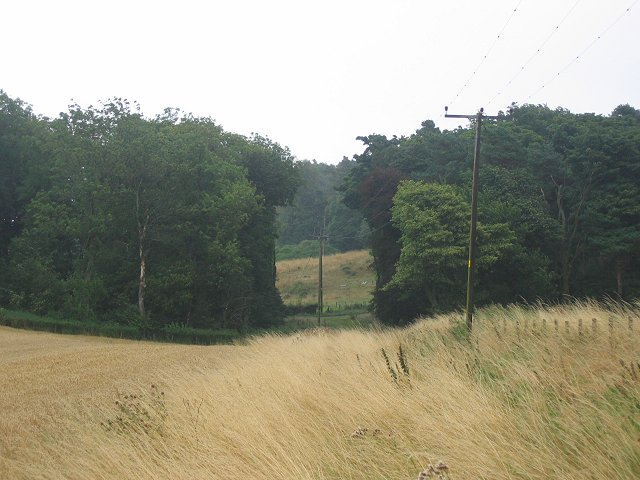
Une partie du terrain
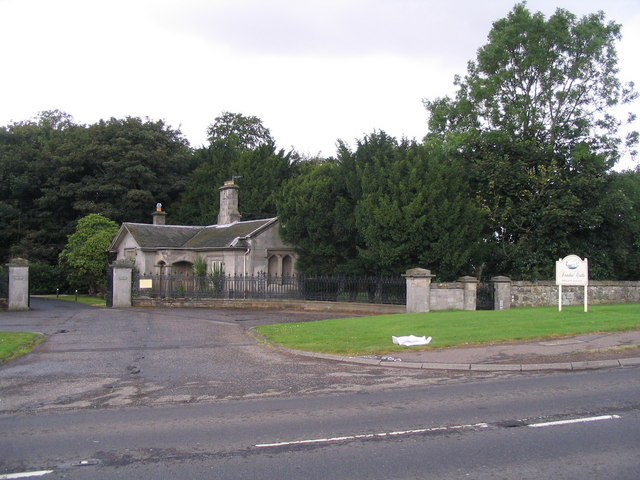
L'entrée du domaine
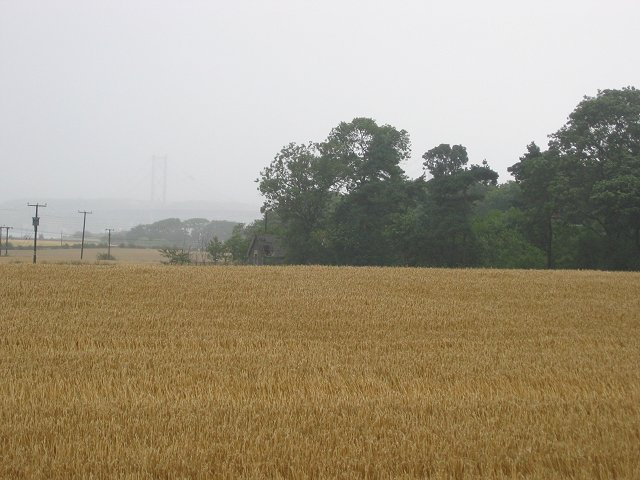
Le bord du domaine, avec le pont de Forth Road en arrière-plan